# دیدیه گیوم
دیدیه گیوم (فرانسوی: Didier Guillaume‎‏; ۱۱ مهٔ ۱۹۵۹ – ۱۷ ژانویهٔ ۲۰۲۵) سیاستمدار فرانسوی بود که از ۲ سپتامبر ۲۰۲۴ تا زمان مرگش در ۱۷ ژانویهٔ ۲۰۲۵ وزیر شاهزاده‌نشین موناکو بود. او قبلاً وزیر کشاورزی بود.

## زندگی شخصی و مرگ
گیوم در دروم و در خانهٔ یک کشاورز دامدار متولد شد.
گیوم در ۲۱ دسامبر ۲۰۲۴ با بئاتریس فرسنون-گیوم در تالار شهر موناکو ازدواج کرد.
دیدیه گیوم در ۱۷ ژانویهٔ ۲۰۲۵ پس از بستری شدن به دلیل بیماری در بیمارستان در ۶۵ سالگی درگذشت.